# Девід Каас
Девід Каас (англ. David Cass, 19 січня 1937, Гонолулу, США — 15 квітня 2008, Філадельфія, Пенсільванія, США) — професор економіки Пенсільванського університету, відомий своїм внеском у теорію загальної рівноваги. Його найвідомішою роботою є модель економічного зростання Рамсі-Касса-Купманса.

## Життєпис
Девід Каас народився 1937 року у місті Гонолулу на Гаваях. У 1958 році він отримав ступінь бакалавра з економіки в Університеті Орегону, пізніше розпочав навчання у Школі права Гарвардського університету, оскільки, за сімейною традицією, хотів стати юристом. Проте Каас ніколи не любив вивчати право, тому залишивши навчання, пішов служити в армію, прослуживши там з 1959 по 1960 рік. Після цього поступив в Стенфордський університет на економічний факультет. Тут він познайомився з Карлом Шеллом, і після навчання вони почали працювати разом. Докторським радником Кааса був Хірофумі Узава, який також познайомив його з Тьялінгом Купмансом, професором Єльського університету. У 1965 році Каас отримав ступінь доктора філософії.
Після закінчення університету Каас почав працювати на економічному факультеті Єльського університету. З 1965 по 1970 він був науковим співробітником Комісії Коулза з досліджень економіки у Нью-Гейвені. Під час навчання в Єльському університеті Каас співпрацював з Менахемом Яарі та Джозефом Стігліцем, працював здебільшого над моделями поколінь, що перетинаються.
У 1970 році залишив Нью-Гейвен та повернувся до Університету Карнегі-Меллона в Піттсбурзі, де був професором економіки до 1974 року. Там Каас почав співпрацювати з Карлом Шеллом, професором Пенсільванського університету, та Фін Е. Кідландом, який згодом отримав Нобелівську премію з економіки. 
У 1974 році Каас відправився до Пенсільванського університету, де залишався професором економіки до своєї смерті. 
Девід Каас помер 2008 року у Філадельфії після тривалої хвороби.

## Дослідження
Каас зробив важливий внесок у чисту економічну теорію, особливо в області теорії загальної рівноваги. Він вніс істотний вклад у теорію оптимального зростання, теорію сонячних плям і теорію неповних ринків. Мабуть, найбільш відома його стаття це «Оптимальне зростання в агрегативній моделі накопичення капіталу», яка була частиною його дисертації. У цій статті він доводить необхідну та достатню умови ефективності у неокласичній моделі зростання, вперше представленою Френком Ремзі. Основна відмінність від стандартної моделі зростання Ремзі полягала в тому, що Каас розглядав випадок, коли споживання у майбутніх періодах дисконтується, таким чином неявно припускаючи, що споживачі віддають перевагу споживанню сьогодні, ніж споживанню завтра. Ця модифікована версія моделі росту Ремзі також відома як модель Ремзі-Касса-Купманса, названа на честь Френка Ремзі, Девіда Кааса та Тьялінга Купманса. Він також був відомий «критерієм Касса» для моделей поколінь, що перекриваються, і в неокласичній моделі зростання, а також своєю спільною роботою з Карлом Шеллом, про вплив зовнішньої невизначеності на економічну рівновагу, також відомою як концепція рівноваги сонячних плям, або теорія сонячних плям. Разом з Джозефом Стігліцем він довів умови, за яких інвестор може досягти оптимального портфеля за умови обмеження можливості купити лише два взаємні фонди. Вони також показали, що загалом попит на гроші не може бути виведений з теорії портфеля. Каас також зробив великий внесок у теорію неповних ринків, теорію магістралі та теорію економіки з ринками, які неодноразово відкриваються з часом.

## Особисте життя
Девід Каас відверто говорив про академічну та особисту свободу. У 1994 році він став учасником адміністративної суперечки з Пенсільванським Університетом, щодо наслідків консенсусних відносин між викладачами та студентами. У цей час у нього були стосунки з тодішньою аспіранткою. Коли була прийнята політика університету щодо стосунків викладачів і студентів, Каасу було відмовлено в призначенні головою аспірантури Департаменту економіки через ці стосунки. Оскільки аспірантка, про яку йде мова, закінчила навчання раніше призначеного терміну, Касса поставили завідувачем кафедри, адміністрація була змушена визначити початкові заперечення спірними.

## Премія Бет Хейс/Девід Каас
У 1994 році з ініціативи Девіда Кааса було засновано Премію Бет Хейс, яка вшановує наукові досягнення в галузі економіки в Пенсільванському університеті. Ця премія названа на честь доктора Бет Хейс — однієї з колишніх аспіранток Кааса, про котру він згадував у своєму есе «Про жінок» (англ. "On Women"). Спочатку премія була призначена лише для жінок-аспіранток, які здійснили найважливіше та найоригінальніше дослідження за два роки. Пізніше статус премії, з дозволу Касса, було переглянуто і її почали також вручати і чоловікам. Після смерті Касса Університет перейменував премію на Премію Бет Хейс/Девіда Касса за досягнення в галузі економіки.